# Albion (Bildhauer)
Albion (altgriechisch Ἀλβίων) war ein antiker griechischer Bildhauer. Wahrscheinlich war er in der ersten Hälfte des 5. Jahrhunderts v. Chr. tätig. 
Der Sohn des Altialos ist nur durch eine Weihinschrift auf der Marmorbasis bekannt, die zu einer Marmorstatue oder einem Opferaltar gehörte, der auf Aigina gefunden wurde.

## Belege
1. ↑  Emanuel Loewy: Inschriften griechischer Bildhauer. Teubner, Leipzig 1885, S. 296f. Nr. 448.

| Personendaten    | Personendaten                                      |
| ---------------- | -------------------------------------------------- |
| NAME             | Albion                                             |
| ALTERNATIVNAMEN  | Ἀλβίων (griechisch)                                |
| KURZBESCHREIBUNG | antiker griechischer Bildhauer                     |
| GEBURTSDATUM     | 6. Jahrhundert v. Chr. oder 5. Jahrhundert v. Chr. |
| STERBEDATUM      | 5. Jahrhundert v. Chr.                             |